# يسبر هاردينغ
يسبر هاردينغ (بالإنجليزية: Jesper Harding)‏ هو سياسي أمريكي، ولد في 5 نوفمبر 1799، وتوفي في 1852.